# Žanrovska fikcija
Žanrovska fikcija, takođe poznata kao popularna fikcija, termin je koji se u trgovini knjigama koristi za fikciona dela napisana sa namerom da se uklope u određeni književni žanr, kako bi se privukli čitaoci i obožavaoci koji su već upoznati s tim žanrom.
Brojne vodeće književne ličnosti pisale su žanrovsku fantastiku. Džon Banvil objavljuje kriminalističke romane kao što je Bendžamin Blek, a Doris Lesing i Margaret Atvud us pisale naučnu fantastiku. Žorža Simenona, tvorca Magreovih detektivskih romana, Andre Žid je opisao kao „najromantičnijeg romanopisca francuske književnosti“.
Glavni žanrovi su kriminalistički, fantazija, romansa, naučna fantastika, vestern, inspirativni, istorijska fantastika i horor. Književna kritika je u većoj meri komercijalno orijentisanu žanrovsku fantastiku odbacila je kao loše napisanu.

## Žanr i marketing beletristike
U izdavačkoj industriji termin „kategorija beletristika“ često se koristi kao sinonim za žanrovsku fantastiku, pri čemu kategorije služe kao poznati naslovi polica u odeljku beletristike u knjižari, kao što je vestern ili misterija.
Nekim odraslim obožavaocima je neugodno da čitaju žanrovsku fantastiku u javnosti. Neki autori poznati po književnoj fikciji pisali su romane pod pseudonimima, dok su drugi koristili žanrovske elemente u književnoj fikciji.
Procenjuje se da je romansna fantastika na američkom tržištu knjiga 2007. godine imala udeo od 1,375 milijardi dolara. Religija/inspirativna literatura usledile su sa 819 miliona dolara, naučna fantastika/fantazija sa 700 miliona dolara, misterija sa 650 miliona dolara, a zatim klasična književna fantastika sa 466 miliona dolara.

## Istorija žanrova
Žanr je počeo kao sistem klasifikacije starogrčke književnosti. Poezija, proza i drama imali su specifične proračunate stilove koji su se odnosili na temu priče. Među žanrovima bili su ep u poeziji i tragedija i komedija za drame. U kasnijim periodima razvijaju se i drugi žanrovi poput viteške romantike, opere i prozne fantastike.
Iako se na roman često gleda kao na moderni žanr, Ian Vat u delu The Rise of the Novel (1957) sugeriše da je roman prvi put nastao početkom 18. veka. Roman je opisan i kao da poseduje „kontinuiranu i sveobuhvatnu istoriju od oko dve hiljade godina“, iz vremena klasične Grčke i Rima.
„Romansa“ je usko povezani dugi prozni narativ. Valter Skott ju je definisao kao „fiktivnu pripovest u prozi ili stihu; čiji se interes bazira na čudesnim i neobičnim incidentima“, dok su u romanu „događaji prilagođeni uobičajenom toku ljudskih događaja i savremenom stanju u društvu“. Međutim, mnoge romanse, uključujući istorijske romanse Skota, Emili Bronteove Orkanske visove, i Herman Melvilovog Mobi Dika, takođe se često nazivaju romanima, a Skot opisuje romansu kao „srodan pojam“. Romansu, kako je ovde definisana, ne treba mešati sa žanrom fikcije ljubavne romanse ili ljubavnog romana. Većina evropskih jezika ne prave razliku između romanse i romana: "a novel is le roman, der Roman, il romanzo".
Žanrovska fantastika se razvila iz različitih podžanrova romana (i njegove „romansne“ verzije) tokom devetnaestog veka, zajedno sa rastom masovnog marketinga fantastike u dvadesetom veku: to uključuje gotički roman, fantaziju, naučnu fantastiku, avanturistički roman, istorijsku romansu i detektivski roman. Neki naučnici vide preteče žanrovsko-fantastičnih ljubavnih romana u književnoj fikciji 18. i 19. veka, uključujući sentimentalni roman Samjuela Ričardsona Pamela, ili Vrlina nagrađena (1740) i romane Džejn Ostin poput Ponosa i predrasude (1813).

## Žanrovi
Slede neki od glavnih žanrova koji se koriste u savremenom izdavaštvu:

### Kriminalistički
Kriminalistička fantastika je književni žanr koja fikcionalizuje kriminal, njehovo otkrivanje, kriminalce i njihove motive. Obično se razlikuje od glavne struje fikcije i drugih žanrova kao što su istorijska fantastika ili naučna fantastika, mada su granice nejasne. Kriminalistička fantastika ima više podžanrova, uključujući detektivsku fikciju (kao što je hodanit), sudsku dramu, misterioznu fikciju i legalne trilere. Neizvesnost i misterija su ključni elementi žanra.

### Fantastika
Fantazija je žanr fikcije koji koristi magiju ili druge natprirodne elemente kao glavni element radnje, teme ili postavke. Mnoga dela unutar žanra odvijaju se u zamišljenim svetovima gde su magija i magična bića česta pojava. Fantazija se generalno razlikuje od žanrova naučne fantastike i horora očekivanjem da se drži podalje od naučnih i jezivih tema, mada postoji veliko preklapanje među njima, a svi su podžanrovi spekulativne fantastike. Fantastična dela često imaju srednjovekovno okruženje.

### Romanse
Ljubavni roman ili „romantični roman“ prvenstveno se fokusira na vezu i romantičnu ljubav dvoje ljudi, i mora imati „emocionalno zadovoljavajući i optimističan kraj“. Postoje mnogi podžanrovi ljubavnog romana, uključujući fantaziju, istorijsku i naučnu fantastiku, istopolnu romantičnu fikciju i paranormalnu fikciju.
Postoji književno fikcioni oblik romantike, koji je Valter Skot definisao kao „fiktivni narativ u prozi ili stihu; čiji se interes okreće čudesnim i neobičnim incidentima“.
Prema podacima Romantičarskih pisaca iz Amerike, najpopularniji podžanrovi su: romantična napetost, savremena ljubav, istorijska ljubav, erotska ljubav, paranormalna ljubav, romansa za mlade odrasle i hrišćanska romansa
- Ostalo: Inspirativna romansa, savremena romansa, ženska fikcija.

### Naučna fantastika
Naučna fantastika je žanr spekulativne fikcije koja se bavi maštovitim konceptima kao što su futuristička nauka i tehnologija, svemirska putovanja, putovanje kroz vreme, putovanja brža od svetlosti, paralelni svemiri i vanzemaljski život. Naučna fantastika često istražuje potencijalne posledice naučnih i drugih inovacija, a nazvana je „literaturom ideja“. Obično izbegava natprirodno, a za razliku od srodnog žanra fantazije, istorijski priče naučne fantastike su imale za cilj da imaju barem privid naučno zasnovane činjenice ili teorije u vreme kada je priča nastala, mada je ova veza postala slaba ili nepostojeća u velikom delu naučne fantastike.

## Literatura
- Forbes, Jamie M. (1998). "Fiction Dictionary". In Herman, Jeff, Writer's Guide to Book Editors, Publishers, and Literary Agents 1999–2000, pp. 861–871. Rocklin, California: Prima Publishing.
- Gelder, Ken (2004). Popular Fiction: The Logics and Practices of a Literary Field. London and New York: Routledge. ISBN 0-415-35647-4.
- Johnson-Woods, Toni (2005). Pulp: A collectors book of Australian pulp fiction covers. Australia: Australian National Library. ISBN 0-642-10766-1.
- Schneider-Mayerson, Matthew (2010). Popular Fiction Studies: The Advantages of a New Field." Studies in Popular Culture. 33 (1). Недостаје или је празан параметар |title= (помоћ) (2010): 21-35
- Sutherland, John (1981). Bestsellers: Popular Fiction of the 1970s. London and Boston: Routledge. ISBN 0-7100-0750-7.
- Swirski, Peter (2005). From Lowbrow to Nobrow. Montreal, London: McGill-Queen's University Press. ISBN 978-0-7735-3019-5.
- Aldiss, Brian, and David Hargrove. Trillion Year Spree. Atheneum, 1986.
- Amis, Kingsley. New Maps of Hell. Harcourt, Brace and Company, 1960.
- Asimov, Isaac. Asimov on Science Fiction.Doubleday and Company, Inc., 1981.
- Cadigan, Pat. The Ultimate Cyberpunk iBooks, 2002.
- de Camp, L. Sprague and Catherine Crook de Camp. Science Fiction Handbook, Revised. Owlswick Press, 1975.
- Ellison, Harlan. Dangerous Visions. Signet Books, 1967.
- Landon, Brooks. Science Fiction after 1900. Twayne Publishers, 1997.
- Medieval Science Fiction. Ed. Carl Kears and James Paz. KCLMS, 2016.
- The Cambridge Companion to Science Fiction. Ed. Edward James and Farah Mendlesohn. Cambridge University Press, 2003.
- A Companion to Science Fiction. Ed. David Seed. Blackwell, 2005.
- The Encyclopedia of Science Fiction. Ed. John Clute and Peter Nicholls. Second ed. Orbit, 1993.
- The Greenwood Encyclopedia of Science Fiction: Themes, Works, and Wonders. Ed. Gary Westfahl. Greenwood Press, 2005.

## Spoljašnje veze
- Медији везани за чланак Žanrovska fikcija на Викимедијиној остави